# Alberic Deswarte
Alberic Deswarte, né le 24 mars 1875 à Nieuport (Belgique) et décédé le 19 juin 1928 à Bruxelles fut un sénateur socialiste belge.
Deswarte fut docteur en droit; il fut élu sénateur de l'arrondissement de Bruxelles (1921-mort).

## Sources
- Het parlement anders bekeken,  Par Emile Toebosch